# Una sera c'incontrammo
Pour plus de détails, voir Fiche technique et Distribution.
Una sera c'incontrammo est une comédie romantique italienne réalisée par Piero Schivazappa et sortie en 1975.
Il est scénarisé par Schivazappa ainsi que par Italo Terzoli et Enrico Vaime (it) d'après leur roman Amare significa... publié en 1972.
Le film a eu du succès dans les salles italiennes, réunissant 3,7 millions de spectateurs et plaçant le film 16e du box-office Italie 1975-1976.

## Synopsis
Odeon Prandoni est un ouvrier milanais ; un jour, il croise par hasard une femme corpulente, Minnie Bennett, qui conduit une Pontiac LeMans. Minnie est la fille d'un riche industriel américain qui se trouve en Italie pour affaires et lorsqu'elle voit Odeon, elle a un coup de foudre. Entre rendez-vous galants et malentendus dus principalement à leur différence de classe sociale, leur rencontre initiale se transforme en une amitié affectueuse.
Odeon, cependant, ne peut oublier le problème qui sous-tend leurs différences. Au cours d'une visite de courtoisie chez ses parents, il subit une humiliation dans son amour-propre. Il repousse alors encore une fois les avances de Minnie. Bien qu'Odeon soit conseillé à plusieurs reprises par son ami Aniello Capuozzo de consentir à l'amour de Minnie pour le bénéfice financier considérable qu'il en tirerait, il refuse, ne voulant pas profiter de l'argent de la jeune fille.
Une autre femme s'oppose à Minnie dans les pensées d'Odéon : Rosa Petruccelli, qu'Odéon considère brièvement comme plus indiquée pour devenir sa compagne. Mais un soir, les deux femmes en viennent à se disputer Odeon : lassé de la situation, Odeon finit par se barricader dans sa maison, où il se saoule un soir. Aniello, croyant à une tentative de suicide, appelle les pompiers et Odeon est transporté à l'hôpital. Minnie persiste et tente de convaincre Odeon de se marier, mais en vain. Au fur et à mesure que le temps passe, Odeon se rend compte que s'il n'accepte pas le mariage, il lui sera impossible de quitter l'hôpital où il est pratiquement retenu prisonnier ; il se plie donc à la volonté de Minnie.
Un an plus tard, Odeon est toujours un modeste ouvrier avec un fils à charge issu de son union avec Minnie. Cette dernière l'a pourtant quitté. Elle se souvient de lui en lui envoyant des lettres et des cartes postales des endroits où elle voyage.

## Fiche technique
- Titre original italien : Una sera c'incontrammo[1] (litt. « Un soir, nous nous sommes croisés »)
- Réalisateur : Piero Schivazappa
- Scénario : Piero Schivazappa, Italo Terzoli, Enrico Vaime (it)
- Photographie : Lamberto Caimi (it)
- Montage : Antonio Siciliano
- Musique : Gianni Ferrio
- Production : Leo Pescarolo (it)
- Sociétés de production : Supernova
- Pays de production :  Italie
- Langue originale : italien
- Format : Couleur
- Durée : 100 minutes
- Genre : Comédie romantique
- Dates de sortie :
  - Italie : 1er décembre 1975

## Distribution
- Giorgio Domenico Guidi (sous le nom de « Johnny Dorelli ») : Odéon Prandoni
- Fran Fullenwider (it) : Minnie Bennett
- Lia Tanzi : Rosa Petruccelli
- Ugo D'Alessio : Aniello Capuozzo
- Ugo Bologna : Monsieur Galbusera
- Sergio Renda : Président Cascami Gomme
- Carlo Bagno : Père de Rosa
- Rina Centa : Mère de Rosa
- Gabriella Giacobbe : Mme Bennett
- Henning Schlüter : Mike Bennett
- Nino Fuscagni : Lui-même
- Fausto Lanzi :
- Nella Nardozzi :
- Vanessa Vitale :
- Enzo De Toma :